# Taggerty
Taggerty is een plaats in de Australische deelstaat Victoria en telt 612 inwoners (2006).